# Associazione Calcio Vogherese 1982-1983
Questa voce raccoglie le informazioni riguardanti  l'Associazione Calcio Vogherese nelle competizioni ufficiali della stagione 1982-1983.

## Rosa
| N. |                   | Ruolo | Calciatore         |
| -- | ----------------- | ----- | ------------------ |
| -  | Italia (bandiera) | C     | Marco Barbagli     |
| -  | Italia (bandiera) | D     | Piero Broglia      |
| -  | Italia (bandiera) | D     | Giulio Citterio    |
| -  | Italia (bandiera) | C     | Francesco Codecasa |
| -  | Italia (bandiera) | A     | Raffaele Colloca   |
| -  | Italia (bandiera) | C     | Walter Curti       |
| -  | Italia (bandiera) | C     | Manuele Domenicali |
| -  | Italia (bandiera) | C     | Marco Falsettini   |
| -  | Italia (bandiera) | C     | Angelo Frigerio    |
| -  | Italia (bandiera) | P     | Fabio Ginelli      |
| -  | Italia (bandiera) | D     | Claudio Lombardo   |
| -  | Italia (bandiera) | A     | Maurizio Lucchetti |

| N. |                   | Ruolo | Calciatore         |
| -- | ----------------- | ----- | ------------------ |
| -  | Italia (bandiera) | C     | Alfonso Magni      |
| -  | Italia (bandiera) | C     | Paolo Marchini     |
| -  | Italia (bandiera) | C     | Marco Medaglia     |
| -  | Italia (bandiera) | C     | Ambrogio Meggiarin |
| -  | Italia (bandiera) |       | Palmieri           |
| -  | Italia (bandiera) | C     | Paolo Querin       |
| -  | Italia (bandiera) | P     | Gianmario Rama     |
| -  | Italia (bandiera) | D     | Davide Seveso      |
| -  | Italia (bandiera) | C     | Massimo Tamellini  |
| -  | Italia (bandiera) | C     | Gerardo Trezza     |
| -  | Italia (bandiera) | A     | Walter Vercesi     |
| -  | Italia (bandiera) | D     | Mauro Zamuner      |